# Пелтонен, Юхани
Юхани Пелтонен (фин. Juhani Peltonen; 16 июня 1936 года) — финский футболист, полузащитник. Выступал за «Хаку», «Гамбург» и сборную Финляндии.

## Клубная карьера
Начал карьеру в клубе «Хака» в 1954 году. Полузащитник помог своему клубу выиграть два чемпионата и четыре кубка страны. Юхани принимал участие в составе ФК «Хака» в еврокубках, сыграв 4 матча (2 гола) в кубке европейских чемпионов и 2 (1 гол) в кубке обладателей кубков. В 1964 году финский футболист перешёл в «Гамбург» из Бундеслиги ФРГ. Первый матч в составе «Гамбурга» полузащитник сыграл 17 октября 1964 года против «Карлсруэ». Матч закончился со счётом 2:2, Юхани провёл на поле весь матч и отдал голевой пас на Уве Зеелера, открывшего счёт в поединке. Первый гол в Бундеслиге футболист забил 20 марта 1965 года в матче против «Кайзерслаутерна», который в итоге выиграл встречу со счётом 2:1. В первом сезоне в Бундеслиге финский полузащитник сыграл 17 матчей, в которых забил 2 мяча и отдал 4 голевых паса, «Гамбург» занял 11 место в чемпионате. В сезоне 1965/66 Юхани Пелтонен сыграл 21 матч, в которых забил 4 гола, в том числе «Боруссии» из Дортмунда и «Штутгарту», и отдал 5 голевых передач, «Гамбург» занял 9 место в чемпионате. В 1966 году футболист вернулся в «Хаку» и помог команде в 1969 году выиграть кубок Финляндии. В 1972 году Юхани Пелтонен завершил карьеру игрока.

## Сборная Финляндии
19 мая 1955 года футболист впервые сыграл за сборную Финляндии в матче против Венгрии.Матч закончился победой Венгрии со счётом 9:1. Первый гол за сборную Юхани Пелтонен забил в матче отборочного турнира ОИ-1960 против Польши. Матч был сыгран 8 ноября 1959 года, Польша победила со счётом 6:2. Полузащитник долгие годы был игроком основного состава, регулярно принимал участие в отборочных матчах чемпионатов мира (13 матчей, 3 гола) и Европы (6 матчей, 3 гола). С учётом чемпионатов Северной Европы и квалификации Олимпийских игр полузащитник сыграл за сборную Финляндии 67 матчей, из них 6 как игрок ФК «Гамбург», и забил 10 голов, из них 3 как игрок ФК «Гамбург».

## Достижения
- Чемпион Финляндии: 1960, 1962
- Обладатель кубка Финляндии: 1955, 1959, 1960, 1963, 1969
- Футболист года в Финляндии (по версии спортивных журналистов): 1960, 1962, 1964, 1965
- Футболист года в Финляндии (по версии футбольной ассоциации): 1960, 1962, 1964